# Turan Ceylan
Turan Ceylan (ur. 12 czerwca 1968) – turecki zapaśnik w stylu wolnym. Olimpijczyk z Atlanty 1996, gdzie zajął 18. miejsce w kategorii 74 kg. Złoto w mistrzostwach świata w 1994 i czwarty w 1993. Zdobył srebrny medal w mistrzostwach Europy w 1994 i 1995. Złoty medal na igrzyskach śródziemnomorskich w 1991 roku.